# Episodi di Dragon Ball Z (decima stagione)
La decima ed ultima stagione della serie televisiva anime Dragon Ball Z si intitola Saga di Majin Bu 2 (魔人ブウ編②?, Majin Bū hen (ni)) e comprende gli episodi dal 251 al 291. È prodotta da Toei Animation con regia di Daisuke Nishio, basata sul manga Dragon Ball di Akira Toriyama. La stagione segue la strenua lotta di Goku e i suoi compagni per contrastare Majin Bu attraverso le varie metamorfosi di quest'ultimo, concludendosi con un epilogo ambientato dieci anni dopo la fine della battaglia.
La stagione è andata in onda in Giappone su Fuji TV di mercoledì dal 21 dicembre 1994 al 31 gennaio 1996. L'edizione italiana è stata trasmessa in prima visione su Italia 1 tra il 2 febbraio e il 4 aprile 2001 dal lunedì al venerdì, con un'interruzione di tre giorni nella settimana del 12 marzo.
Le sigle impiegate nell'edizione originale, entrambe di Hironobu Kageyama, sono We Gotta Power per l'apertura e Bokutachi wa tenshi datta per la chiusura, sostituite nel passaggio televisivo italiano dalla sigla unica What's My Destiny Dragon Ball, cantata da Giorgio Vanni.

## Lista episodi
| Nº  | Titolo italiano Giapponese 「Kanji」 - Rōmaji | In onda           | In onda          |
| Nº  | Titolo italiano Giapponese 「Kanji」 - Rōmaji | Giapponese        | Italiano         |
| 251 | La fusione è completa 「合体超人誕生!!その名はゴテンクス」 - Gattai Chōjin Tanjō!! Sono Na wa Gotenkusu | 21 dicembre 1994  | 2 febbraio 2001  |
| 251 | Trunks e Goten riescono a eseguire la tecnica della fusione. Nasce un nuovo guerriero: Gotenks. Il guerriero, spavaldo e sicuro di sé, va ad affrontare Majin Bu in stato normale nonostante le avvertenze di Piccolo. Pur dimostrando una grande forza nel primo round Bu è molto più forte e lo sconfigge senza problemi, distruggendo anche le flotte dell'esercito terrestre. |                   |                  |
| 252 | Mister Satan alle prese con Majinbu! 「最終兵器始動!?サタンは地球を救う」 - Saishū Heiki Shidō!? Satan wa Chikyū o Sukū | 11 gennaio 1995   | 5 febbraio 2001  |
| 252 | Dopo la distruzione dell'esercito terrestre il campione del mondo, Mr. Satan, è l'arma segreta nonché ultima speranza degli umani; viene così accompagnato nella casa di Majin Bu e lasciato solo. Quest'ultimo incontra Majin Bu e riesce a convincerlo a mangiare alcuni dolcetti avvelenati e poi a giocare a un gameboy esplosivo, metodi però che risultano inefficaci contro il mostro. Bu rimasto divertito risparmia Satan e se lo prende come "servo". |                   |                  |
| 253 | Mister Satan calma Majinbu 「殺すのやめた!!魔人ブウよい子宣言」 - Korosu no Yameta!! Majin Bū Yoi Ko Sengen" | 25 gennaio 1995   | 6 febbraio 2001  |
| 253 | Goten e Trunks compiono la fusione trasformati in Super Saiyan raggiungendo un livello altissimo, ma ancora una volta Gotenks si mostra insolente e testa i suoi poteri a modo suo sprecando i minuti della fusione. Mr. Satan intanto convince Majin Bu a non provocare più distruzioni dopo che quest'ultimo ha curato un cagnolino ferito con il quale sembra divertirsi come un bambino. Due ricconi armati se ne vanno in giro ad ammazzare la gente per puro piacere e finiscono proprio nella casa di Bu, per poi sparare al cane. |                   |                  |
| 254 | Majinbu si sdoppia 「逃げろサタン!!怒りの魔人ブウ出現」 - Nigero Satan!! Ikari no Majin Bū Shutsugen | 1º febbraio 1995  | 7 febbraio 2001  |
| 254 | Majin Bu inizia ad arrabbiarsi per la fine del cagnolino, ma l'intervento di Satan è provvidenziale. Quest'ultimo infatti mette al tappeto i due killer e convince Bu a curare il cane, che è così salvo. Mentre i due nuovi amici festeggiano il killer biondo spara a Satan per vendicarsi. Bu riesce a salvarlo tuttavia, colmo di rabbia, si sdoppia e ne esce un terribile avversario, che uccide uno dei due killer. |                   |                  |
| 255 | Un nuovo, terribile Majinbu 「どっちが勝つの!?善悪ブウブウ対決」 - Dotchi ga Katsu no!? Zen'aku Bū Bū Taiketsu | 8 febbraio 1995   | 8 febbraio 2001  |
| 255 | Il nuovo Majin Bu è la parte malvagia del Majin Bu grasso. Il primo si dimostra molto più potente del secondo, in quanto dopo la divisione la maggior parte della forza è andata a lui, così riesce a sopraffarlo e a inglobarlo, creando un nuovo essere: Super Bu. Il mostro, nella sua nuova trasformazione, è in grado di percepire e riconoscere le aure e così raggiunge il palazzo di Dende dopo avere risparmiato Mr. Satan e ucciso il secondo killer. |                   |                  |
| 256 | La Terra resta deserta! 「待ったなしの破局!!地球人類絶滅」 - Matta nashi no Hakyoku!! Chikyū Jinrui Zetsumetsu | 15 febbraio 1995  | 9 febbraio 2001  |
| 256 | Piccolo fa entrare i bambini nella stanza speciale dove un minuto corrisponde a sei ore e un'ora a quindici giorni, così per guadagnare tempo invita Super Bu ad andare a distruggere gli ultimi umani rimasti in vita. Il mostro acconsente, ma con sorpresa localizza le aure di tutti i sopravvissuti e li uccide in pochi attimi con attacchi energetici direttamente dal palazzo. Da questo attacco si salvano solo Tenshinhan, Jiaozi e Mr. Satan, oltre a quelli presenti nel Palazzo di Dende. Poco dopo Videl convince il mostro ad aspettare un'ora; Majin Bu acconsente perché riconosce la parentela con Mr. Satan. |                   |                  |
| 257 | Comincia lo scontro 「特訓成功!!これで終りだ魔人ブウ」 - Tokkun Seikō!! Kore de Owari da Majin Bū | 22 febbraio 1995  | 12 febbraio 2001 |
| 257 | Majin Bu non vuole più aspettare, così Piccolo decide di scortarlo nella stanza dello Spirito e del Tempo (in modo che in caso di sconfitta si potrebbe bloccare il mostro dentro la stanza distruggendo l'entrata) cercando di guadagnare più tempo possibile. Intanto i due bambini hanno fatto progressi con gli allenamenti, raggiungendo addirittura il terzo stadio. All'arrivo del nemico Goten e Trunks si fondono in Gotenks senza però prima trasformarsi. Lo scontro inizia, ma il primo attacco non smuove nemmeno il nemico. |                   |                  |
| 258 | Goten e Trunks all'attacco 「本気で行くぜ!!超ゴテンクス全開」 - Honki de Iku ze!! Sūpā Gotenkusu Zenkai | 1º marzo 1995     | 13 febbraio 2001 |
| 258 | Gotenks attacca Majin Bu senza risultati con tecniche ridicole per fare scena, ma dopo avere visto la forza dell'avversario decide di trasformarsi in Super Saiyan. Anche così però sembra che lo scontro vada in favore di Super Bu. Gotenks allora si appresta a utilizzare una nuova strana tecnica. |                   |                  |
| 259 | L'attacco dei fantasmi 「やったぜ!!オバケで成功 ブウ退治!?」 - Yatta ze!! Obake de Seikō Bū Taiji!? | 8 marzo 1995      | 14 febbraio 2001 |
| 259 | L'attacco di Gotenks si rivela efficace contro Majin Bu, che però si ricompone, allora Gotenks crea dieci piccoli fantasmi e con uno stratagemma riduce Majin Bu in mille pezzi. Il mostro però riesce ancora una volta a ricomporsi, allora Piccolo non vedendo altre alternative, distrugge l'entrata della stanza dello Spirito e del Tempo in modo da rinchiudere loro e Majin Bu nella stanza per l'eternità. |                   |                  |
| 260 | Super Gotenks di terzo livello 「異次元からの脱出!!超ゴテンクス3」 - Ijigen kara no Dasshutsu!! Sūpā Gotenkusu Surī | 15 marzo 1995     | 15 febbraio 2001 |
| 260 | Majin Bu, rinchiuso nella stanza dello Spirito e del Tempo, in preda alla disperazione urla emanando la sua potente aura; così facendo involontariamente apre un foro dimensionale tra la stanza e il mondo reale. Riesce allora a uscire e uccide tutti i presenti al palazzo mangiandoseli dopo averli trasformati in barrette di cioccolato. Gotenks allora imita Majin Bu, ma per riuscire ad aprire anch'esso un varco deve ricorrere al massimo potere; si trasforma in Super Saiyan di terzo livello e apre un varco dimensionale, permettendo ai due di uscire. |                   |                  |
| 261 | Gotenks gioca a pallavolo con Majinbu 「ノリすぎ!?ブウブウ バレーボール」 - Norisugi!? Bū Bū Barēbōru | 22 marzo 1995     | 16 febbraio 2001 |
| 261 | Gotenks, infuriato per la morte di Bulma e di tutti gli altri, inizia a combattere contro Majin Bu, che trova un avversario suo pari. Comunque ancora una volta Gotenks non prende molto sul serio lo scontro, tanto che trasforma Majin Bu in un pallone e lo colpisce simulando una partita di pallavolo. Intanto Goku segue lo scontro dal mondo dei Kaiohshin grazie a una sfera magica creata da Kaioshin il Sommo, mentre Gohan continua il rito di potenziamento. |                   |                  |
| 262 | La rinnovata forza di Gohan 「まさにグレート!!新生悟飯地球へ」 - Masa ni Gurēto!! Shinsei Gohan Chikyū e | 26 aprile 1995    | 19 febbraio 2001 |
| 262 | Il combattimento tra Majin Bu e Super Gotenks va avanti sempre in parità e il palazzo di Dende è oramai ridotto in mille pezzi. Nel frattempo Gohan finisce l'allenamento e può constatare la sua nuova forza. Gotenks riesce a colpire Bu, ma quando sta per dargli il colpo finale la trasformazione in Super Saiyan di terzo livello si esaurisce e poco dopo anche la fusione. Kibith teletrasporta Gohan sulla Terra e con i suoi poteri crea per lui degli abiti simili a quelli di Goku. |                   |                  |
| 263 | Majinbu ha un nuovo avversario 「ブウを圧倒!!悟飯のミラクルパワー」 - Bū o Attō!! Gohan no Mirakuru Pawā | 3 maggio 1995     | 20 febbraio 2001 |
| 263 | Goten e Trunks, ormai sciolta la fusione, non possono fare più nulla e non possono nemmeno rieseguire la fusione in quanto devono attendere almeno un'ora prima di poterla rifare. Majin Bu, invece di attaccare i due piccoli, si siede e si addormenta; poco dopo arriva Gohan e il mostro si sveglia immediatamente. Il potere di Gohan è immenso, il cambiamento del rito di Kaioshin il Sommo ha fatto sì che Piccolo non riconoscesse la sua aura. Lo scontro comincia e subito si nota la superiorità di Gohan. |                   |                  |
| 264 | L'esplosione di Majinbu 「やったか!?魔人ブウ大爆発」 - Yatta ka!? Majin Bū Daibakuhatsu | 17 maggio 1995    | 21 febbraio 2001 |
| 264 | Dopo un breve combattimento Majin Bu, non riuscendo a battere il nuovo Gohan, si autodistrugge o almeno così lascia intendere. Gohan capisce che Super Bu è ancora vivo e si è nascosto in qualche punto del pianeta azzerando l'aura per non farsi localizzare. In questo momento di tregua Gohan, Piccolo e i bambini Goten e Trunks, ne approfittano per ritrovare Dende, che si era scoperto ancora vivo (salvato da Mr. Popo), e Mr. Satan assieme al suo cagnolino. A un certo punto Majin Bu ricompare molto sicuro di sé e sfida Goten e Trunks. |                   |                  |
| 265 | Terza trasformazione per Majinbu 「ブウ最悪の反則!!ゴテンクス吸収!?」 - Bū Saiaku no Hansoku!! Gotenkusu Kyūshū | 24 maggio 1995    | 22 febbraio 2001 |
| 265 | Majin Bu sfida i due bambini a fondersi in Gotenks e a riprendere il combattimento; i due acconsentono fondendosi e trasformandosi in Super Saiyan di terzo livello. Il mostro con l'inganno assorbe Gotenks e Piccolo, diventando ancora più potente di prima. Bu spiega di avere pianificato questa strategia ancora prima che Gohan arrivasse e di avere puntato a Gotenks per la potenza (motivo per cui ha aspettato a ricomparire in modo che i due bambini potessero rifare la danza della fusione) e a Piccolo per il suo cervello. Spiega inoltre di non avere assorbito anche Gohan semplicemente per avere il piacere di confrontarsi con lui. Super Bu e Gohan riprendono la lotta ma adesso la situazione è capovolta: è Super Bu il più forte tra i due. |                   |                  |
| 266 | Goku torna in vita 「全宇宙のために...よみがえれ孫悟空」 - Zen'uchū no Tame ni... Yomigaere Son Gokū | 31 maggio 1995    | 23 febbraio 2001 |
| 266 | Il combattimento tra Gohan e Super Bu va a favore di quest'ultimo, che si avvale delle tecniche più potenti di Piccolo e Gotenks. Intanto sul luogo di battaglia interviene anche Tenshinhan, che viene subito messo al tappeto dal nemico; il suo intervento però permette a Gohan di salvarsi da un attacco. A questo punto, per sconfiggere Majin Bu, Kaioshin il Sommo dona la sua vita a Goku permettendogli di ritornare sulla Terra e gli consegna i Potara, orecchini che indossati da due persone permettono un'eterna fusione in un unico guerriero. |                   |                  |
| 267 | Con chi si unirà Goku? 「奇跡は一度...なるか悟飯との超合体」 - Kiseki wa Ichido... Naru ka Gohan to no Chōgattai | 7 giugno 1995     | 26 febbraio 2001 |
| 267 | Goku, arrivato sulla Terra, usa il Kienzan per evitare che Majin Bu distrugga il pianeta. A un certo punto la fusione tra Goten e Trunks finisce e quindi Majin Bu perde il potere di Gotenks. Super Bu però ha nuovamente un asso nella manica: assorbe Gohan, così Goku si ritrova con le spalle al muro. Intanto il re Enma, non vedendo soluzioni, trasporta Vegeta sulla Terra con i poteri di Baba, sperando che lui sconfigga il nemico. |                   |                  |
| 268 | La fusione con Vegeta 「合体!!ベジータの誇りと悟空の怒り」 - Gattai!! Bejīta no Hokori to Gokū no Ikari | 28 giugno 1995    | 27 febbraio 2001 |
| 268 | Goku, disperato, decide di fondersi con Mr. Satan, ma percependo l'aura di Vegeta lo raggiunge con il teletrasporto. L'orgoglioso principe dei Saiyan non ne vuole però saperne di fondersi con il suo acerrimo rivale; i due allora attaccano Majin Bu singolarmente senza riuscire nemmeno a scalfirlo. Goku dopo una discussione lo convince e riesce a fondersi con lui dando vita a Vegeth (Vegekou). |                   |                  |
| 269 | Vegekou contro Majinbu 「壮絶パワー!!究極を超えるベジット」 - Sōzetsu Pawā!! Kyūkyoku o Koeru Bejitto | 5 luglio 1995     | 28 febbraio 2001 |
| 269 | Vegeth mostra tutta la sua incommensurabile potenza sull'avversario, superandolo. Majin Bu allora crea un enorme sfera di energia in grado di distruggere l'intero pianeta e la lancia sull'avversario; Vegeth blocca la sfera e poi la calcia via nello spazio. A questo punto si trasforma in Super Saiyan. |                   |                  |
| 270 | La rabbia di Majinbu 「次元に亀裂!!ブウがキレちゃった!?」 - Jigen ni Kiretsu!! Bū ga Kirechatta!? | 12 luglio 1995    | 1º marzo 2001    |
| 270 | Ora che Vegeth si è trasformato in Super Saiyan la sua forza non ha eguali e Majin Bu, nonostante la superforza, non riesce in nessun modo a sconfiggere il nemico. Questo causa la rabbia di Super Bu, che scatenando la sua forza crea delle lesioni alla dimensione spazio-temporale come era già accaduto nella stanza dello Spirito e del Tempo. Vegeth con grande sforzo colpisce il mostro salvando il pianeta. Intanto, nell'aldilà, il re Kaioh ha fatto in modo di concedere il mantenimento del corpo a Crilin e Yamcha. |                   |                  |
| 271 | L'arma segreta di Majinbu 「ブウの奥の手!!アメ玉になっちゃえ」 - Bū no Oku no Te!! Amedama ni Natchae | 19 luglio 1995    | 2 marzo 2001     |
| 271 | Super Bu continua ad affrontare Vegeth; quest'ultimo sembra contenersi senza dare mai il colpo di grazia. Bu tenta la tecnica del Super Attacco Kamikaze Fantasma di Gotenks, ma senza successo. Alla fine, messo ormai alle strette, Majin Bu trasforma Vegeth in una caramella con una mossa a sorpresa. |                   |                  |
| 272 | Vegekou viene assorbito 「ヒーロー喪失!?吸収されたベジット」 - Hīrō Sōshitsu!? Kyūshūsareta Bejitto | 26 luglio 1995    | 5 marzo 2001     |
| 272 | Dopo avere comunque attaccato sotto forma di caramella Majin Bu, quest'ultimo decide di far tornare Vegeth normale, poiché in quelle dimensioni riesce ad evitare molto meglio i colpi del nemico. Majin Bu decide di assorbire anche lui senza sapere che il piano di Vegeth era proprio quello: farsi assorbire per potere trarre in salvo tutti coloro che erano caduti vittime della trappola di Majin Bu. |                   |                  |
| 273 | All'interno di Majinbu 「魔の迷宮!!ブウの腹に何がある!?」 - Ma no Meikyū!! Bū no Onaka ni Nani ga Aru!? | 2 agosto 1995     | 6 marzo 2001     |
| 273 | Vegeth entra nel corpo di Majin Bu senza esserne assorbito grazie all'ausilio di una barriera protettiva. Non appena rimossa la barriera la fusione si scioglie, nonostante avrebbe dovuto durare in eterno. Vegeta distrugge il suo orecchino. |                   |                  |
| 274 | Duello nella mente di Majinbu 「悪夢か幻か!?悟空と悟飯の親子対決」 - Akumu ka Maboroshi ka!? Gokū to Gohan no Oyako Taiketsu | 9 agosto 1995     | 7 marzo 2001     |
| 274 | Goku e Vegeta, dopo avere incontrato una famiglia di innocui vermi giganteschi, si scontrano poi con alcune proiezioni mentali di Majin Bu che assumono l'aspetto di Gotenks, Piccolo e Gohan. Majin Bu, non accortosi di quello che accade nel suo corpo, pensa ai dolci eliminando le proiezioni. Intanto Dende e Mr. Satan seguono il mostro di nascosto sperando di poterlo distruggere in qualche modo. Vegeta e Goku sono ormai arrivati nella testa del mostro dove, finalmente, ritrovano i loro amici. |                   |                  |
| 275 | Majinbu entra nel suo corpo 「人の秘密!!ブウの中に2人のブウ」 - Majin no Himitsu!! Bū no Naka ni Futari no Bū | 16 agosto 1995    | 8 marzo 2001     |
| 275 | Majin Bu si accorge della presenza di estranei nel proprio corpo e va a fargli visita. Intanto Goku e Vegeta hanno già liberato Gohan, Goten, Trunks e Piccolo dai bozzoli di Majin Bu, che difatti è tornato allo stato iniziale. Quando però trovano il bozzolo in cui è custodito Majin Bu grasso ormai Super Bu è entrato nel suo corpo. Essendo sfusi il loro livello è inferiore a quello di Bu, inoltre Bu nel suo corpo è indistruttibile perché lui è solo un frammento di esso. |                   |                  |
| 276 | Tutti fuori! 「出口はどこだ!?崩れるブウから脱出」 - Deguchi wa Doko Da!? Kuzureru Bū kara Dasshutsu | 23 agosto 1995    | 9 marzo 2001     |
| 276 | Vegeta si accorge che Majin Bu difende il bozzolo in cui è custodito Majin Bu grasso allora lo strappa. Super Bu, in preda a crisi, inizia a trasformarsi; allora Goku e Vegeta ne approfittano e sfruttano i buchi della testa di Super Bu da dove esce il vapore per uscire. Finalmente i guerrieri Z sono tutti fuori dal corpo del mostro, che cambia nuovamente aspetto rimpicciolendosi. |                   |                  |
| 277 | La Terra esplode 「地球消滅!!ブウ邪悪への逆変身」 - Chikyū Shōmetsu!! Bū Jaaku e no Gyakuhenshin | 6 settembre 1995  | 12 marzo 2001    |
| 277 | Kibitoshin è preoccupato per la nuova trasformazione di Majin Bu, raccontando a Kaioshin il Sommo che quello è lo stadio primario del mostro e che in passato sterminò tutti i Kaiohshin assorbendone due, tra cui Dai Kaiohshin; assorbendoli divenne Majin Bu grasso. Bu, privo ormai di controllo, fa esplodere la Terra. Tutto sembra perduto, anche se i guerrieri Z riescono a fuggire con il teletrasporto di Kibitoshin sul pianeta dei Kaiohshin. Però, per la rapidità in cui è accaduto il fatto, Goku e Vegeta non sono riusciti a trarre in salvo Gohan, Piccolo e i piccoli Goten e Trunks, salvando invece Dende e Mr. Satan. |                   |                  |
| 278 | Majinbu arriva nel regno dell'aldilà 「ブウ来襲!!界王神界で決着だ」 - Bū Raishū!! Kaiōshinkai de Ketchaku da | 13 settembre 1995 | 13 marzo 2001    |
| 278 | Majin Bu, dopo avere disintegrato il pianeta Terra, si ricompone e dimostra di avere appreso la tecnica del teletrasporto. Cercando Goku e Vegeta si teletrasporta su altri pianeti, ovunque avverte forme di vita, distruggendoli. A un certo punto si teletrasporta nel regno dell'aldilà. Paikuhan, Olibu, Crilin e Yamcha non possono niente contro il mostro. Goku e Vegeta allora decidono di estendere la loro aura al massimo per fare arrivare il mostro sul pianeta dei Kaiohshin e di combattere da soli, infatti distruggono l'ultimo paio di orecchini Potara. |                   |                  |
| 279 | Scontro fra bene e male 「未来をつかめ!!宇宙をかけた大決戦」 - Mirai o Tsukame!! Uchū o Kaketa Daikessen | 20 settembre 1995 | 19 marzo 2001    |
| 279 | Mentre gli altri si trasferiscono su un pianeta inferiore dimenticandosi però Mr. Satan e il suo cucciolo, Goku e Vegeta decidono chi dovrà affrontare Kid Bu giocando a morra cinese e vince Goku, che lo affronterà per primo. Goku si trasforma in Super Saiyan di secondo livello e inizia a combattere con il mostro, che si rivela superiore, ma il Saiyan in realtà lo sta solo studiando e alla fine diventa Super Saiyan di terzo livello per iniziare il vero duello. |                   |                  |
| 280 | Goku il numero uno 「ベジータ脱帽!!悟空おまえがNo.1だ」 - Bejīta Datsubō!! Gokū Omae ga Nanbā Wan da | 18 ottobre 1995   | 20 marzo 2001    |
| 280 | Anche Vegeta si rende conto che l'unico a potere salvare la Terra è Goku che, al terzo livello di Super Saiyan, ha raggiunto una potenza incomparabile. Il combattimento tra Goku e Majin Bu va avanti senza esclusione di colpi alla parità. |                   |                  |
| 281 | Resisti, Vegeta! 「耐え抜けベジータ!!命がけの1分間」 - Taenuke Bejīta!! Inochigake no Ippunkan | 1º novembre 1995  | 21 marzo 2001    |
| 281 | Nonostante Goku al terzo livello di Super Saiyan tenga testa al malvagio Kid Bu quest'ultimo ha un'energia illimitata, mentre Goku a quello stadio ha già esaurito le forze. Così Vegeta si offre di prendere il suo posto per sessanta secondi per lasciare che il suo rivale raccolga energia per distruggere il mostro definitivamente. Vegeta, trasformato in Super Saiyan 2, dopo pochi attimi di vantaggio si trova in difficoltà alla mercé di Bu. |                   |                  |
| 282 | Torna il ciccione! 「サタンをいじめるな!!元祖ブウ復活」 - Satan o Ijimeru na!! Ganso Bū Fukkatsu | 8 novembre 1995   | 22 marzo 2001    |
| 282 | Per Vegeta sessanta secondi sembrano essere infiniti e oramai Kid Bu è sul punto di ucciderlo. Per pura fortuna però Mr. Satan distrae il mostro in uno dei suoi tipici spettacolini, convinto che tanto tutto ciò che sta accadendo sia solo un brutto incubo. Quando Kid Bu attacca Mr. Satan viene paralizzato dall'interno dalla volontà del Majin Bu grasso che, seppure staccato, era rimasto dentro al corpo; Bu, allora, espelle la sua parte grassa. Fat Bu, furibondo, inizia a combattere contro Kid Bu permettendo a Vegeta di allontanarsi. Goku, che nel frattempo ne approfittava per recuperare energie, improvvisamente si ritrova scaricato e perde tutte le forze tornando sfinito allo stato normale.                                              |                   |                  |
| 283 | Il piano di Vegeta 「ベジータの秘策!!神龍と2つの願い」 - Bejīta no Hisaku!! Porunga to Futatsu no Negai | 15 novembre 1995  | 23 marzo 2001    |
| 283 | Goku capisce che ha perso le forze perché da vivo consuma più energia; intanto lo scontro tra Fat Bu e Kid Bu continua, comunque l'esito del duello è scontato poiché Majin Bu grasso non ha alcuna speranza di sconfiggere Majin Bu originale. A questo punto Vegeta si ingegna e chiede a Dende e i Kaiohshin di andare su Neo Namecc e chiedere due desideri al drago Polunga: ripristinare il pianeta Terra e resuscitare tutte le persone morte sulla Terra durante il torneo Tenkaichi a eccezione dei malvagi. I due desideri vengono esauditi correttamente, grazie anche al potenziamento di Polunga da parte di Moori. |                   |                  |
| 284 | Un destino oscuro 「最後の希望!!作るぜでっかい元気玉」 - Saigo no Kibō!! Tsukuru ze Dekkai Genkidama | 22 novembre 1995  | 26 marzo 2001    |
| 284 | Vegeta dice a Goku di prepararsi per formare la sfera Genkidama raccogliendo l'energia di tutti i terrestri, allora il re Kaioh mette in contatto il principe dei Saiyan con la Terra. Chiede energia, ma solo le persone al palazzo e i guerrieri Z donano la loro energia, mentre gli altri si rifiutano pensando che sia semplicemente uno scherzo o che sia di nuovo il mago Babidy. |                   |                  |
| 285 | Tutti uniti per l'Energia sferica! 「超感激!!できたぜみんなの元気玉」 - Chōkangeki!! Dekita ze Minna no Genkidama | 29 novembre 1995  | 27 marzo 2001    |
| 285 | Majin Bu grasso è oramai stato sconfitto, allora Vegeta è costretto nuovamente a intervenire. Goku chiede nuovamente l'energia ma solo alcune persone che aveva conosciuto in passato gliela donano, mentre il resto dell'intera popolazione rifiuta. Quando tutto sembra perduto interviene Mr. Satan, così tutti i terrestri, grazie a Satan che li convince, donano a Goku la loro energia. |                   |                  |
| 286 | Arrivederci Majinbu 「やっぱり最強孫悟空!!魔人ブウ消滅」 - Yappari Saikyō Son Gokū!! Majin Bū Shōmetsu | 13 dicembre 1995  | 28 marzo 2001    |
| 286 | La sfera Genkidama è pronta. Goku la lancia contro Majin Bu, dicendogli che è stato un combattente eccezionale e che spera, un giorno, di affrontare la sua parte buona in combattimento. Kid Bu viene eliminato definitivamente. |                   |                  |
| 287 | È tornata la pace 「戻った平和!!正義の味方魔人ブウ!?」 - Modotta Heiwa!! Seigi no Mikata Majin Bū!? | 20 dicembre 1995  | 29 marzo 2001    |
| 287 | Dende cura le ferite di Goku e Vegeta e poi quelle di Majin Bu, nonostante lo scetticismo del principe dei Saiyan, dopo essere stato convinto da Mr. Satan. Sulla Terra è tornata la pace; Goku e gli altri riabbracciano i loro cari. Grazie a Shenron tutti hanno dimenticato Majin Bu, così la versione grassa vive assieme a Mr. Satan. Fat Bu, mentre è in giro con Bulma, riesce a vincere un po' di soldi in un incontro clandestino di boxe e in seguito sventa involontariamente una rapina in una gioielleria a opera delle stesse persone che aveva battuto in precedenza. |                   |                  |
| 288 | Festa a casa di Bulma 「遅いぜ悟空!みんなでパーティ!!」 - Osoi ze Gokū! Minna de Pāti!! | 10 gennaio 1996   | 30 marzo 2001    |
| 288 | Tutti i guerrieri Z, gli amici e le loro famiglie si riuniscono a casa di Bulma per festeggiare la pace ritrovata. Goku però è in ritardo perché vuole assistere alla nascita di alcuni cuccioli di pterosauro. Arrivato all'ultimo momento, mentre Crilin e C-18 si avviano all'uscita, viene accolto con un po' di scuse finendo in allegria la rimpatriata. |                   |                  |
| 289 | Pan, la nipotina di Goku 「悟空おじいちゃん!私がパンよ!!」 - Gokū Ojiichan! Watashi ga Pan yo!! | 17 gennaio 1996   | 2 aprile 2001    |
| 289 | Sono passati dieci anni dalla sconfitta di Majin Bu. Gohan e Videl si sono sposati e hanno avuto una bambina: Pan. Goku si iscrive al nuovo torneo di arti marziali, perché è certo che ci sarà un guerriero terrestre fortissimo, cosa di cui informa anche Vegeta e Bulma, che erano tornati a trovarlo dopo ben cinque anni dall'ultimo incontro. Al torneo si iscrivono anche Goten, Trunks, Vegeta e la piccola Pan, oltre a Majin Bu che viene sfruttato da Satan per truccare gli incontri. |                   |                  |
| 290 | La reincarnazione di Majinbu 「オイラはウーブ!今10歳で元魔人!?」 - Oira wa Ūbu! Ima Jussai de Moto Majin!? | 24 gennaio 1996   | 3 aprile 2001    |
| 290 | Goku e tutti gli altri partecipano a un nuovo torneo di arti marziali, a cui è iscritto anche un bambino di nome Ub. Goku capisce subito che Ub non è altro che la reincarnazione di Majin Bu: secondo lui è stato così esaudito il desiderio che espresse quando morì Kid Bu, ovvero che potesse rinascere buono anziché malvagio. Intanto Pan vince il primo incontro con Mo Kekko, mentre Goku, grazie ai poteri di Bu, viene sorteggiato nel secondo incontro proprio contro Ub. |                   |                  |
| 291 | Bisogna mantenere la pace 「もっと強く!!悟空の夢は超でっけえ」 - Motto Tsuyoku!! Gokū no Yume wa Chō Dekkē | 31 gennaio 1996   | 4 aprile 2001    |
| 291 | Goku affronta Ub e si rende conto che il bambino ha potenzialità per diventare un grande guerriero; così, dopo averlo provocato, il bambino aumenta la sua potenza a vista d'occhio. Goku nota che Ub non sa volare e che non sa ancora usare al massimo la sua forza, così decide di andare a vivere con lui per allenarlo. Il suo scopo è creare un guerriero con cui confrontarsi e superare i suoi limiti. |                   |                  |

## Home video
Gli episodi della decima stagione di Dragon Ball Z sono compresi nei dischi dal 43 al 49 dell'edizione in DVD giapponese, pubblicati il 18 settembre 2003 all'interno del secondo volume di Dragon Box Z hen e poi ad uscite individuali tra il 10 gennaio e il 7 febbraio 2007.
| N° | Data            | Episodi | Fonte  |
| -- | --------------- | ------- | ------ |
| 43 | 10 gennaio 2007 | 250-255 | [ 25 ] |
| 44 | 10 gennaio 2007 | 256-261 | [ 26 ] |
| 45 | 10 gennaio 2007 | 262-267 | [ 27 ] |
| 46 | 7 febbraio 2007 | 268-273 | [ 28 ] |
| 47 | 7 febbraio 2007 | 274-279 | [ 29 ] |
| 48 | 7 febbraio 2007 | 280-285 | [ 30 ] |
| 49 | 7 febbraio 2007 | 286-291 | [ 31 ] |